# Bahnhof Menden (Sauerland)

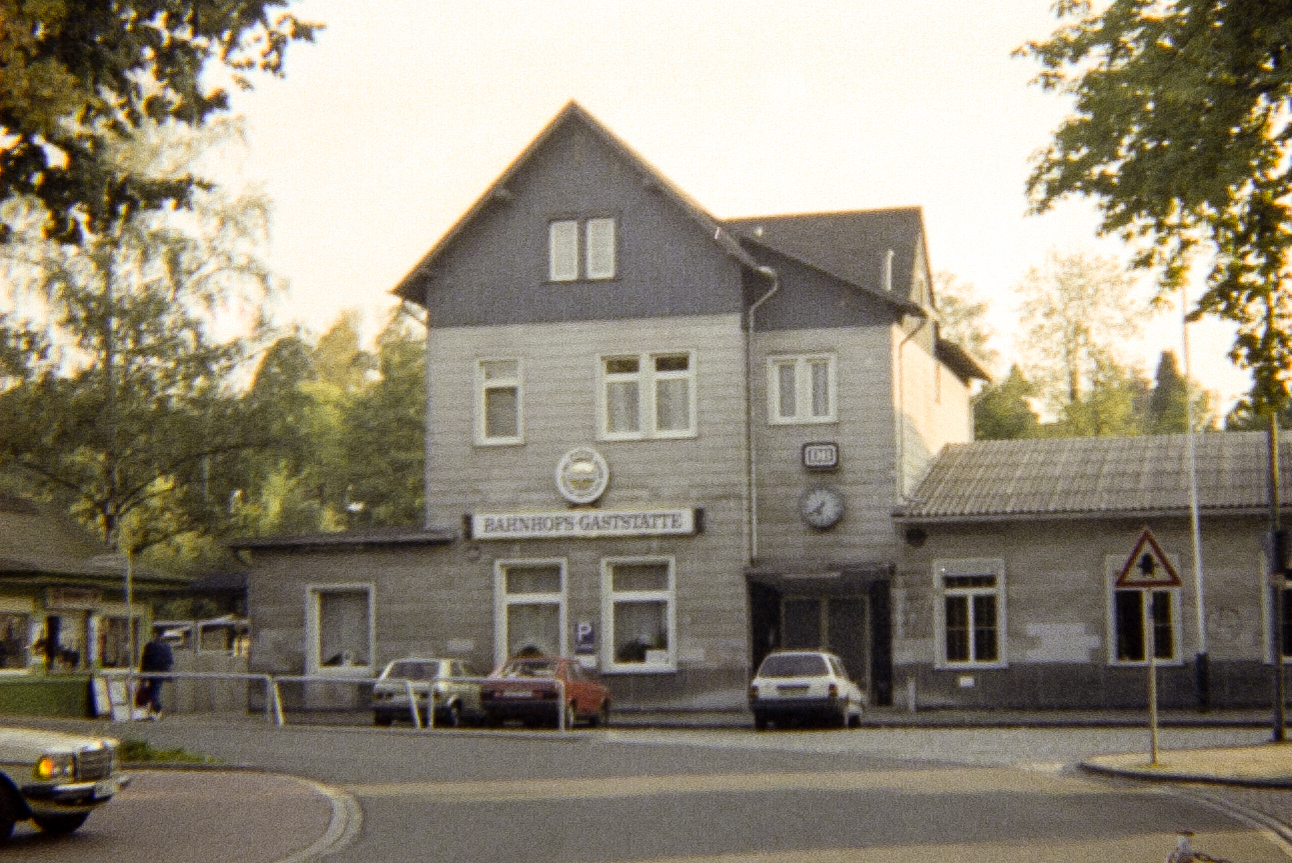
Empfangsgebäude und Kiosk Mitte der 1980er Jahre

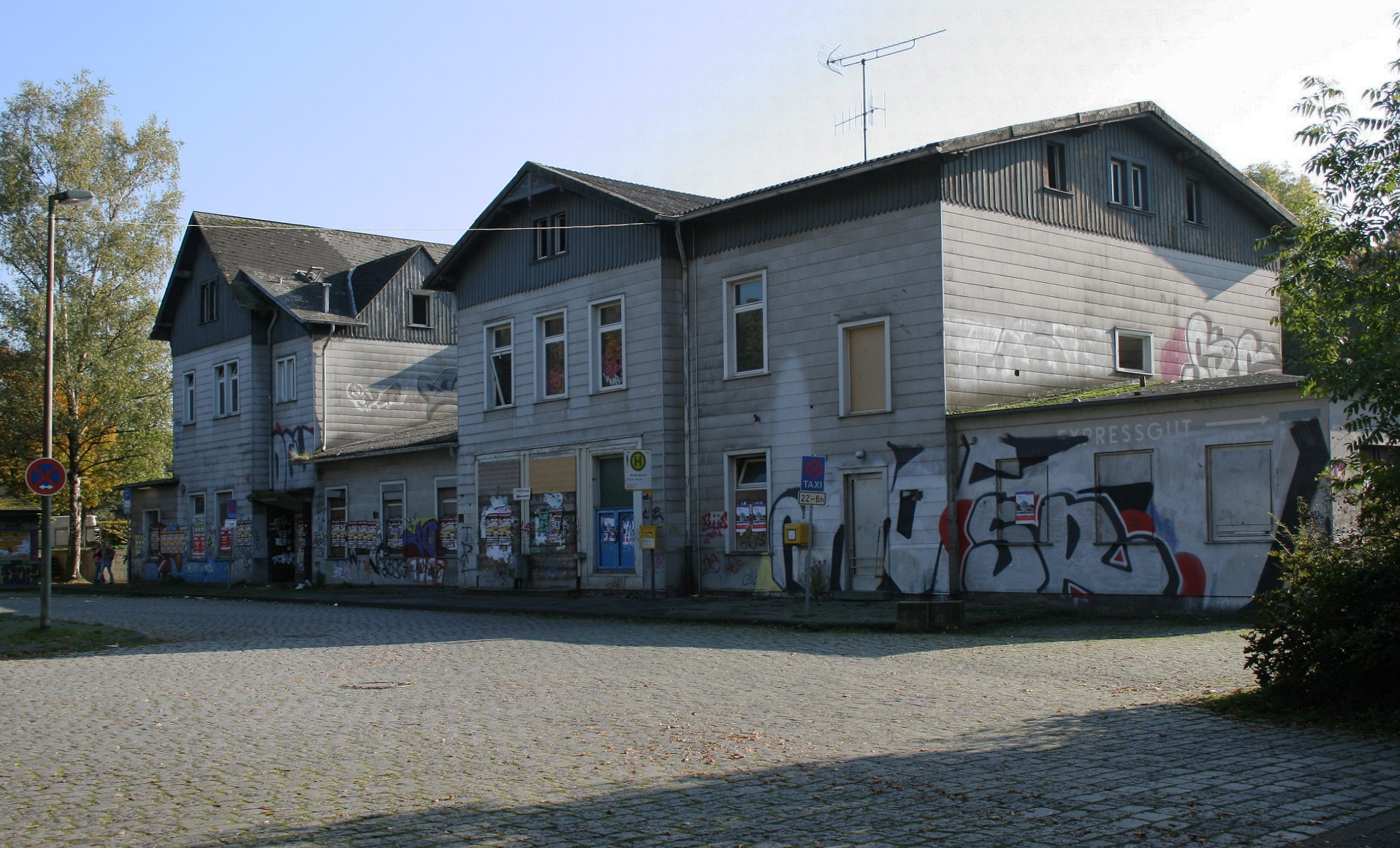
Empfangsgebäude im Jahr 2007 (inzwischen abgerissen und ersetzt)

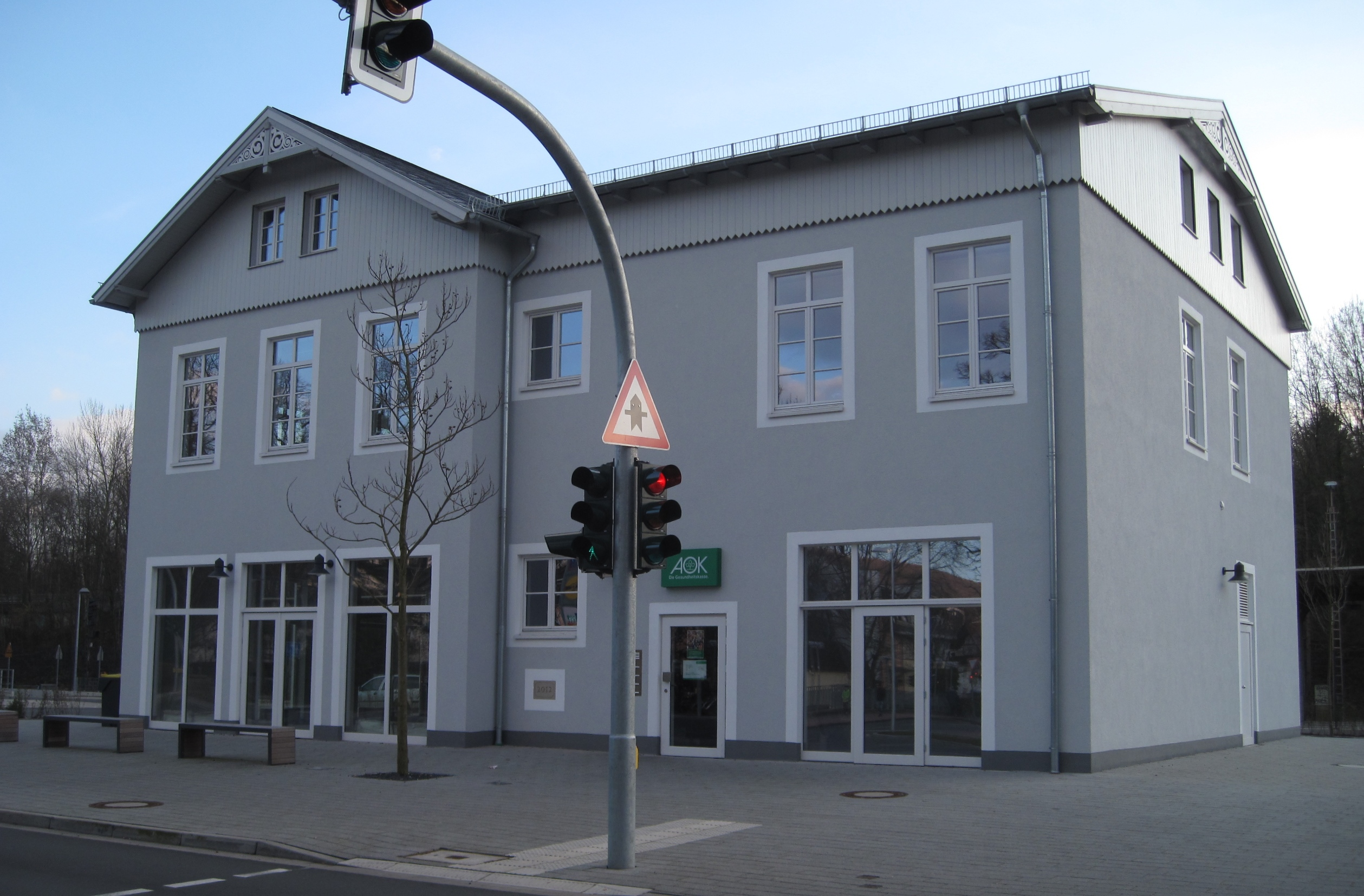
Neubau aus dem Jahr 2012

Der Bahnhof Menden ist ein Bahnhof in der Stadt Menden (Sauerland) und wird von der Hönnetalbahn bedient. Er befindet sich südwestlich des Stadtkerns an der Hönne. Der Bahnhof wurde im Jahr 1872 eröffnet. Nach jahrelangem Leerstand wurde das Bahnhofsgebäude 2012 abgerissen und durch ein ähnlich aussehendes Geschäftsgebäude ersetzt.

## Bahnhofsgelände
Zur Anlage des Bahnhofs zählten einst ein Kiosk, eine Gaststätte, eine Fahrkartenausgabe, eine Gepäckabfertigung sowie eine Güterabfertigung. Seit der Einstellung des Zugverkehrs in Richtung Hemer/Iserlohn 1989 und der Aufgabe des Güterverkehrs 2003 halten hier nur noch die Züge der Hönnetalbahn zwischen Unna und Neuenrade. Der Fahrkartenschalter am Bahnhof schloss im Jahr 2002.
Nach jahrelangem Leerstand und Verfall wurden die Gebäude 2009 von einem Investor erworben. Für die weitere Umgestaltung und Nutzung des Bahnhofsareals wurde ein Bebauungsplan diskutiert.
2010 war beabsichtigt gewesen, das Bahnhofsgebäude abzureißen und die entstehende Freifläche vorübergehend als Parkplatz zu nutzen. Allerdings kam die Erbengemeinschaft, der der Bahnhof gehört, zu dem Ergebnis, dass sich ein Abriss nur dann lohnen würde, wenn auch ein Neubau auf dem freigewordenen Gelände errichtet werden würde. Dies würde daran liegen, dass es viele technische Probleme beim Abriss geben würde, die den Abriss ohne einen Neubau ineffizient machen würden.
Im Jahr 2011 wurde bekannt, dass der Investor List+Wilbers Projektentwicklung auf dem brach liegenden Bahnhofsgelände mehrere Einzelhandelsmärkte errichten will. Am 20. November 2011 bestätigten die Stadtverwaltung Menden und der Investor, dass der offizielle Spatenstich für dieses Bahnhofsprojekt am 16. Dezember 2011 stattfinden soll.
2012 wurden sämtliche alten Bahnhofsgebäude abgerissen und durch Neubauten ersetzt. Die Grundsteinlegung hierfür erfolgte am 24. August 2012. Die alte Fußgängerbahnhofsunterführung wurde beseitigt. Der Zugang zu den Bahngleisen erfolgt nun ebenerdig.

## Zugverkehr
Der Bahnhof wird von einer Regionalbahnlinie angefahren, die seit 2016 in zwei stündlich bediente Teilabschnitte unterteilt ist: Unna–Menden und Fröndenberg–Neuenrade, so dass im Abschnitt Fröndenberg–Menden zwei Zugpaare je Stunde verkehren. 
| Linie | Linienbezeichnung/Linienverlauf | Takt                                                                                    |
| ----- | --- | --------------------------------------------------------------------------------------- |
| RB 54 | Hönnetal-Bahn Unna – Fröndenberg-Frömern – Ardey – Fröndenberg – Bösperde – Menden (Sauerland) – Menden (Sauerland) Süd – Lendringsen – Binolen – Volkringhausen – Sanssouci – Balve – Garbeck – Küntrop – Neuenrade (aufgrund von Dachsschäden am Bahndamm längerfristig im Schienenersatzverkehr zwischen Unna und Fröndenberg) Stand: Fahrplanwechsel Dezember 2023 | 60 min (werktags) 120 min (sonn- und feiertags) 20/40 min (Fröndenberg–Menden werktags) |

1989 ist der Personenverkehr nach Hemer, 2006 auch der Güterverkehr eingestellt worden.

## Busverkehr
Vom Bahnhofsvorplatz, dem Westwall und der Walramstraße aus verkehren mehrere städtische und regionale Buslinien.
| Linie                  | Linienverlauf | Takt                                          |
| ---------------------- | --- | --------------------------------------------- |
| Schnellbus             | |                                               |
| S3                     | Menden, Bahnhof – Hemer, Niederhemer – Iserlohn, Stadtbahnhof | 60 min                                        |
| Stadt- und Regionalbus | |                                               |
| 1                      | Menden, Hönnenwerth – Bahnhof – Battenfeld – Hemer, Becke – ZOB – Westiger Kreuz – Iserlohn, ZOB – Stadtbahnhof – Grüner Talstraße – Letmathe Mitte – Letmathe Alter Markt – Hagen, Hohenlimburg Bf. | 30 min                                        |
| 21                     | Menden, Platte Heide – Bahnhof – Battenfeld – Lendringsen – Freibad / Oberrödinghausen | 30 min                                        |
| 22                     | Menden, Hüingsen – Lendringsen – Battenfeld – Bahnhof – Iserlohn, Sümmern – Hauptpost – Stadtbahnhof                                                                                                 | 30 min                                        |
| 23                     | Menden, Battenfeld – Bahnhof – Fröndenberg, Mitte | 60 min                                        |
| 24                     | Menden, Platte Heide / Obsthof – Bahnhof – Battenfeld – Lahrfeld | 60 min (zwischen Bahnhof und Lahrfeld 30 min) |
| 26 ALF                 | Menden, Bahnhof – Friedhof Limberg – Oesbern – Werringsen Kapelle | 120 min                                       |
| 27                     | Menden, Battenfeld – Bahnhof – Bösperde – Hallingen – Fröndenberg, Langschede – Unna, Bahnhof | 30 min                                        |
| 132                    | Fröndenberg, Bf. – Menden, Bahnhof – Battenfeld – Lendringsen – Balve, Bf. – Neuenrade, Bf. | kein Taktverkehr                              |
| R44                    | Menden, Bahnhof – Wimbern – Wickede (Ruhr) | 60/120 min                                    |